# 迈昆
迈昆，又作孟关（မုံ့ခေါင်မ်），是缅甸克钦邦德乃县德乃镇区的一个村镇，位于胡康河谷。
第二次世界大战时，这里曾是缅甸战役的主战场。